# Folha persistente
Folha persistente, folha perene ou perenifólia, em botânica, é um atributo da folhagem das plantas que mantêm as suas folhas durante todo o ano. Isso é em contraste às plantas caducifólias, que perdem suas folhas durante as estações frias ou secas. Espécies com folhas perenes incluem a maior parte das angiospermas de regiões sem neve, a maioria das espécies de coníferas, as plantas da classe Lycopodiopsida, etc. Em algumas espécies tropicais e sub-tropicais, também pode ocorrer o fenômeno da semi-perenialidade, em que plantas perdem sua folhagem antiga por um período muito curto de tempo, à medida que uma nova folhagem começa a nascer; ou ainda quando folhas tendem a ser perenes em climas amenos, mas comportam-se como caducifólias em climas ou estações rigorosas.